# Theophilus (kráter)

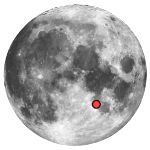
poloha kráteru na měsíci

Theophilus je výrazný měsíční impaktní kráter, který leží mezi Sinus Asperitatis na severu a Mare Nectaris na jihovýchodě. Částečně zasahuje do skoro stejně velkého kráteru Cyrillus na jihozápadě. Na východě je menší kráter Mädler a dále na jihovýchod kráter Beaumont. Okraj kráteru Theophilus má široký, terasovitý vnitřní val, který ukazuje náznaky sesuvů půdy. Jeho mohutné valy při dopadu narušily starší kráter Cyrillus. Vznikl během období Eratosthenian, před 3,2 až 1,1 miliardami let. Má impozantní centrální horu, vysokou 1400 metrů, se čtyřmi vrcholy.
Byl pojmenován po koptském papeži Theofilovi z Alexandrie žijícím ve 4. století.